# Вітрук Андрій Никифорович
Вітрук Андрій Никифорович (8 липня 1902, с. Андрушки (тепер Попільнянського району), Волинська губернія — 3 липня 1946)  — радянський льотчик-штурмовик, генерал-майор ВПС СРСР. Герой Радянського Союзу (1942), Народний герой Югославії. Командир спеціального оперативного авіаційного з'єднання — Авіагрупи генерал-майора Вітрука, яке діяло з жовтня 1944 до травня 1945 років в інтересах Народно-визвольної армії Югославії (НВАЮ).

## Біографія
Народився 8 липня 1902 року в с. Андрушки (тепер Житомирський район Житомирської області). Закінчив середню школу. Працював на цукровому заводі.
У збройних силах з 1924 р. Закінчив артилерійське училище, в 1934 р. Борисоглібську військову авіаційну школу льотчиків.
Учасник боїв на річці Халхин-Гол в 1939, вторгнення СРСР до Польщі в 1939, радянсько-фінської війни 1939—1940 рр.
У 1941 р. закінчив курси удосконалення при Військово-повітряній академії.
Початок Німецько-радянської війни майор А. Н. Вітрук зустрів на посаді заступника командира 65-го штурмового авіаційного полка Ленінградського військового округу.
6 липня 1941 р. в бою отримав легке поранення в руку.
В результаті запеклих боїв полк втратив значну частину літаків І-15Біс і частина льотного складу під командуванням Вітрука була направлена для перенавчання на новий штурмовик Іл-2. Таким чином полк був розділений і під одним номером воювали два 65-х шап (штурмовий авіаційний полк), одним з яких командував Вітрук. У жовтні 1941 р. 65-й шап Вітрука був перекинутий на Західний фронт (Московська зона оборони). Підполковник А. Н. Вітрук зарекомендував себе умілим організатором, вольовим командиром.
На початок 1942 р. зробив 21 бойовий виліт, проявивши при цьому виняткову хоробрість і мужність. Указом Президії Верховної Ради СРСР від 24.02.42 р. за зразкове виконання бойових завдань командування на фронті боротьби з німецькими загарбниками і проявлені при цьому відвагу і геройство підполковникові Вітруку було присвоєно звання Героя Радянського Союзу.
У липні 1942 р. він був призначений на посаду командира 291-ї шад (штурмова авіаційна дивізія), яка 05.02.44 р. перетворена в 10-у гвардійську шад. Під його керівництвом частини дивізії брали активну участь в боях по розгрому німецьких військ під Воронежем, Києвом, по оточенню, а потім повному знищенню яссько-кишинівського угруповання, при взятті міст Румунії (Плоєшті, Бухарест, Крайова), столиці Югославії — Белграда і міст Угорщини (Сексард, Секешфегервар).
Від жовтня 1944 року командував авіагрупою, названою його ім'ям, до якої входили 10-та гвардійська штурмова і 236-та винищувальна авіадивізії, на базі яких були сформовані дві югославські авіадивізії та проводилась підготовка їхнього льотного складу. Авіагрупа генерал-майора Вітрука до кінця війни забезпечувала завдання підтримки з повітря дій 1-ї, 2-ї й 3-ї югославських армій у Срему, Барані й Східній Боснії. За мужність і геройство, проявлені в боях по звільненню території Югославії від фашистської окупації, гвардії генерал-майорові авіації А. Н. Вітруку присвоєно звання Народного Героя Югославії.
Андрій Никифорович, пройшовши всю Німецько-радянську війну, раптово помер у результаті важкої хвороби 01.06.46 р. Похований у Києві.
Нагороджений орденом Леніна, чотири орденами Червоного Прапора, орденом Суворова 2-го ступеня, Кутузова 2-го ступеня, Богдана Хмельницького 2-го ступеня, Олександра Невського, Орден Червоної Зірки, медалями. Його ім'я носять вулиці у Житомирі, Воронежі, а також школа, де він вчився.

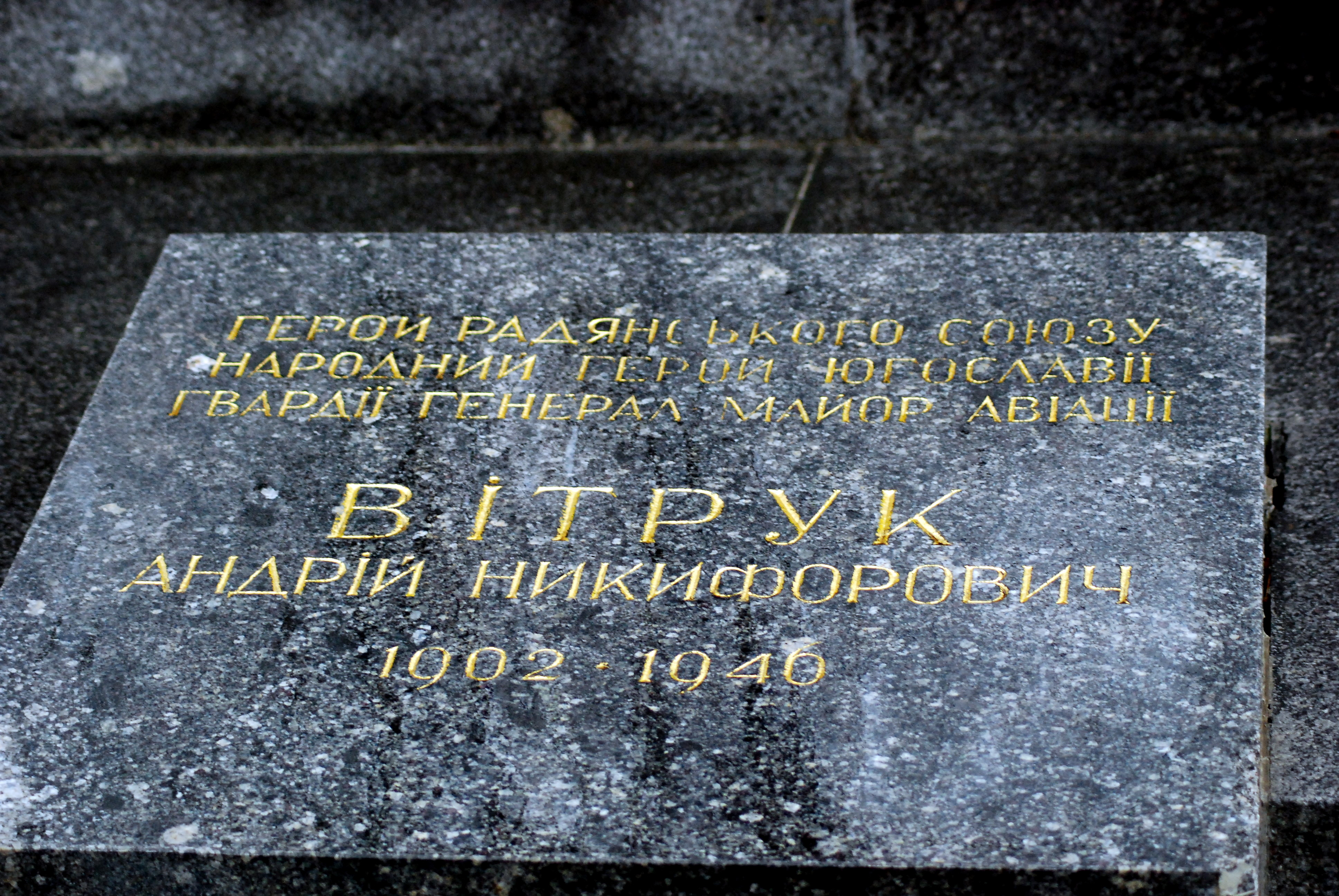
Плита в Парку Вічної Слави в Києві
Анотаційна табличка на вулиці Генерала Вітрука в Києві